# Overlord (Film)
Overlord, auch bekannt als Kennwort: Overlord, ist ein Schwarzweißfilm von Stuart Cooper aus dem Jahr 1975. Der Kriegsfilm dreht sich um die Landung in der Normandie (Operation Overlord) und zeigt die Reflexionen eines jungen britischen Soldaten über seinen Eintritt in die Kriegsmaschinerie und seine Todesvorahnungen. Der Film wurde auf der 25. Berlinale gezeigt und gewann dort den Großen Preis der Jury (Silberner Bär).

## Handlung
Beginnend mit einer Vorahnung seines Todes folgt der Film einem jungen Mann von seiner Einberufung in das East Yorkshire Regiment, über seine Ausbildung und seine Begegnung mit einem jungen Mädchen, bis zu seiner Reise nach Frankreich und seinem Tod an Sword Beach am D-Day. Cooper integrierte Originalaufnahmen der Angriffe auf London (London Blitz) und der Bombardierungen in Europa um die Ereignisse die zur Invasion führten und die vergleichsweise kurze Distanz zwischen England und Frankreich zu verdeutlichen.

## Produktion
Stuart Cooper hatte ursprünglich beabsichtigt, einen Dokumentarfilm über die Overlord-Stickerei zu schaffen. Während seiner Recherchen im Imperial War Museum zu den Ereignissen um die Landung in der Normandie entschied er sich jedoch für einen Film über den Weg eines jungen Mannes von der Einberufung bis zum Sarg.
Etwa zu zwei Dritteln besteht Overlord aus neuen, für den Film produzierten Aufnahmen. Der übrige Teil setzt sich aus Archivmaterial von britischen Trainingseinsätzen und der tatsächlichen Invasion zusammen. Cooper und sein Kameramann John Alcott versuchten, mit den neuen Aufnahmen einen einheitlichen Bildeindruck zu erzeugen, indem sie auf alte Kodak Filmbestände und Original-Objektive deutscher Militärkameras aus dem Zweiten Weltkrieg zurückgriffen.
Bei der Präsentation einer Vorführung beim Sydney Film Festival 2009 berichtete der Regisseur Stuart Cooper, dass ihm das Imperial War Museum Zugriff auf „millions of feet“ ihres Filmmaterials ermöglicht hatte, einschließlich Originalnegative auf Zelluloidfilm, wovon er über mehrere Jahre etwa 3000 Stunden gesichtet habe. Cooper erhielt ebenso Einblick in unveröffentlichte Tagebücher von Soldaten die bei der Landung beteiligt waren aus denen er und Drehbuchautor Christopher Hudson Motive in das Skript einarbeiteten. Teile des Films wurden in Aldershot aufgenommen.
Ursprünglich fand sich kein Vertrieb für den Film in den USA und er wurde dort nur vereinzelt in Kinos und im Fernsehen gezeigt. Erst 2006 wurde der Film durch Janus Films für die US Kinos veröffentlicht und Anfang 2008 wurde eine neu bearbeitete Fassung für die Kinoaufführung in einer Eröffnungsfeier am Institute of Contemporary Arts in London vorgestellt. Eine DVD-Veröffentlichung in Großbritannien folgte am 3. März. Schon 2007 wurde der Film von The Criterion Collection in ihre Filmreihe aufgenommen.
Die deutsche Version der Originalfassung des Films trug den Titel „Kennwort: Overlord“. Die deutsch synchronisierte Version der Neubearbeitung wird seit 2010 unter dem Originaltitel „Overlord“ vertrieben.

## Rezeption
Bei Metacritic hält der Film eine Bewertung von 88/100, basierend auf 8 Kritiken. Roger Ebert bewertete den Film mit bei seiner US-Veröffentlichung 2006 mit vollen 4 Sternen und führte dazu an, dass er dokumentarisches und fiktionales Filmmaterial so effektiv verknüpft, dass er eine größere Wirkung erzielt als alles Fiktive oder Dokumentarische allein es vermocht hätten. Das Lexikon des internationalen Films beurteilt den Film als „psychologisch intensive Charakterstudie, die der sachlich-nüchterne Inszenierungsstil, bewegend und nachdenklich stimmend, in Kontrast setzt zu dokumentarischem Material aus den Kriegsarchiven.“

## Auszeichnungen
- Silberner Bär der Internationalen Filmfestspiele Berlin 1975